# Ossewa

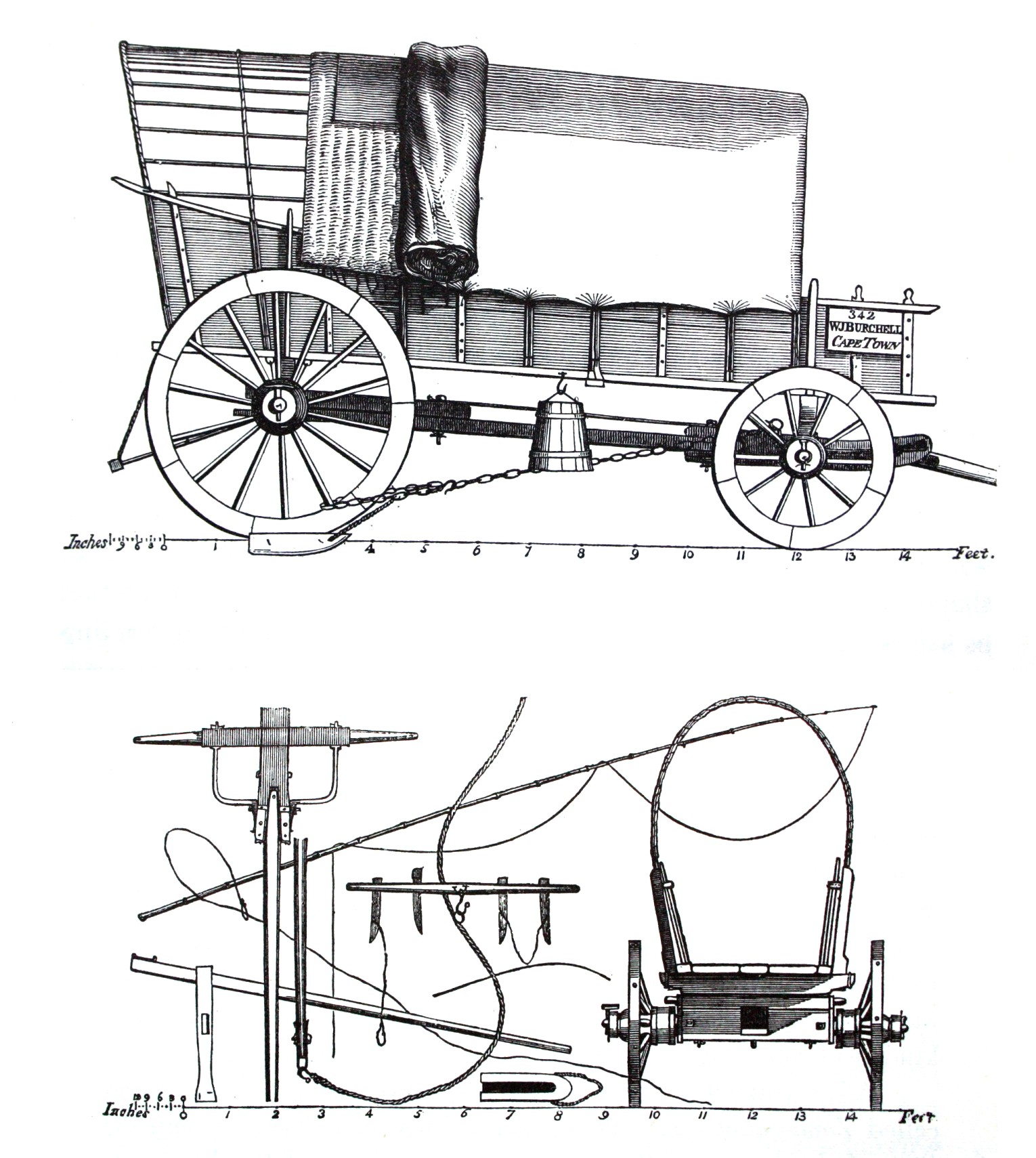
Schema van een ossewa

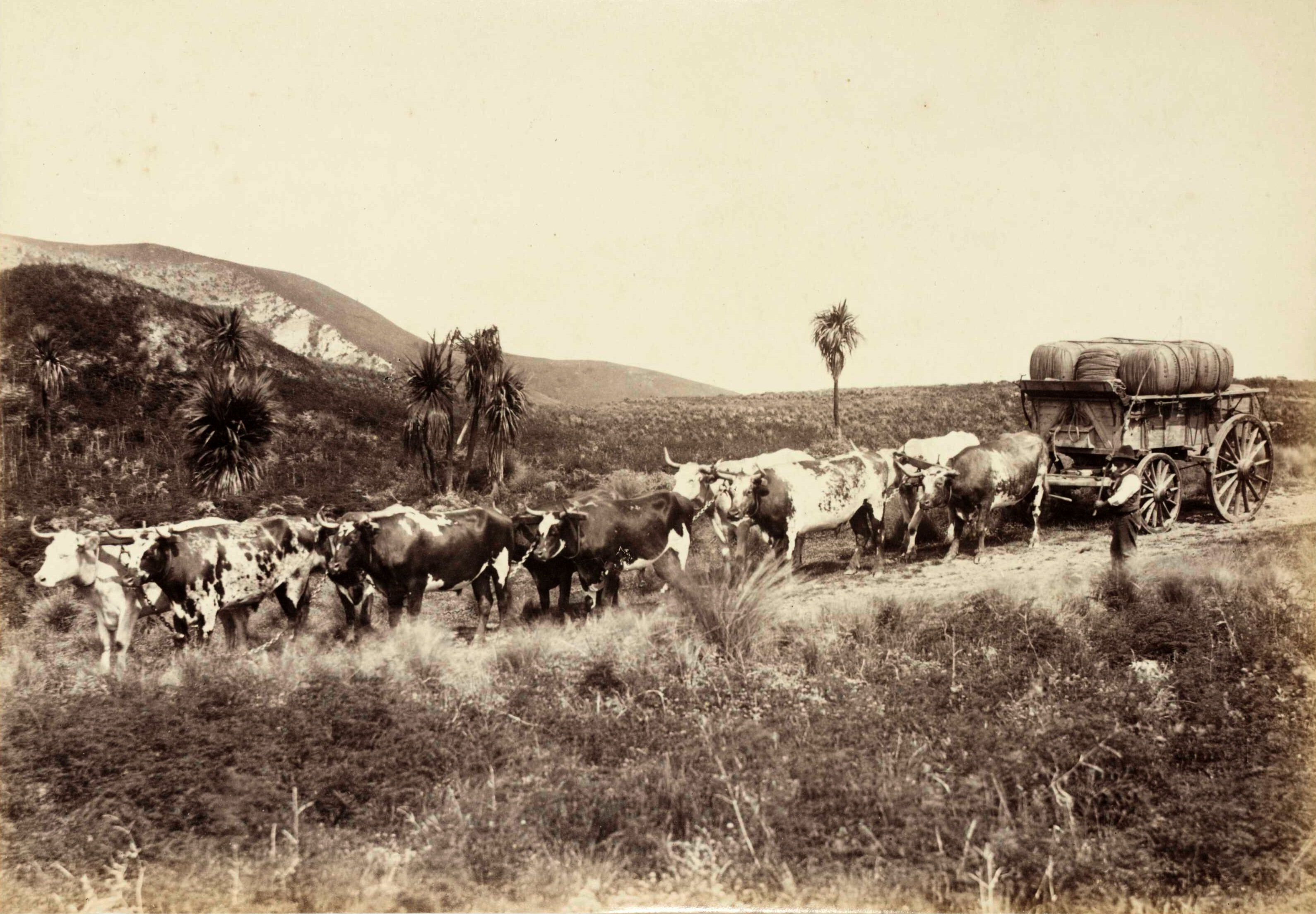
Een ossenwagen in gebruik, Nieuw-Zeeland

Ossewa is de Afrikaanse benaming voor ossenwagen. Het betrof door ossen voortgetrokken wagens, vergelijkbaar met Europese huifkarren. Men spande lange rijen ossen twee-aan-twee voor de wagens.
De ossewa werd geromantiseerd als het vervoermiddel bij uitstek waarmee de Boeren van 1830-1850 hun Grote Trek vanuit de Kaapkolonie naar het Zuid-Afrikaanse binnenland volbrachten.

## Symboliek
- Op de voormalige wapens van zowel de Zuid-Afrikaansche Republiek, de Oranje Vrijstaat als Zuid-Afrika (1910-2000) stond een ossewa afgebeeld.
- De Ossewabrandwag was een fascistische en extreem-nationalistische organisatie van anti-Britse Afrikaners, opgericht in 1939.
- Die Stem van Suid-Afrika, het voormalige volkslied van Zuid-Afrika van 1957 tot 1994, verwijst naar de ossewa in het eerste vers:

Uit die blou van onse hemel, uit die diepte van ons see,

Oor ons ewige gebergtes waar die kranse antwoord gee.

Deur ons ver-verlate vlaktes met die kreun van ossewa —

Ruis die stem van ons geliefde, van ons land Suid-Afrika.

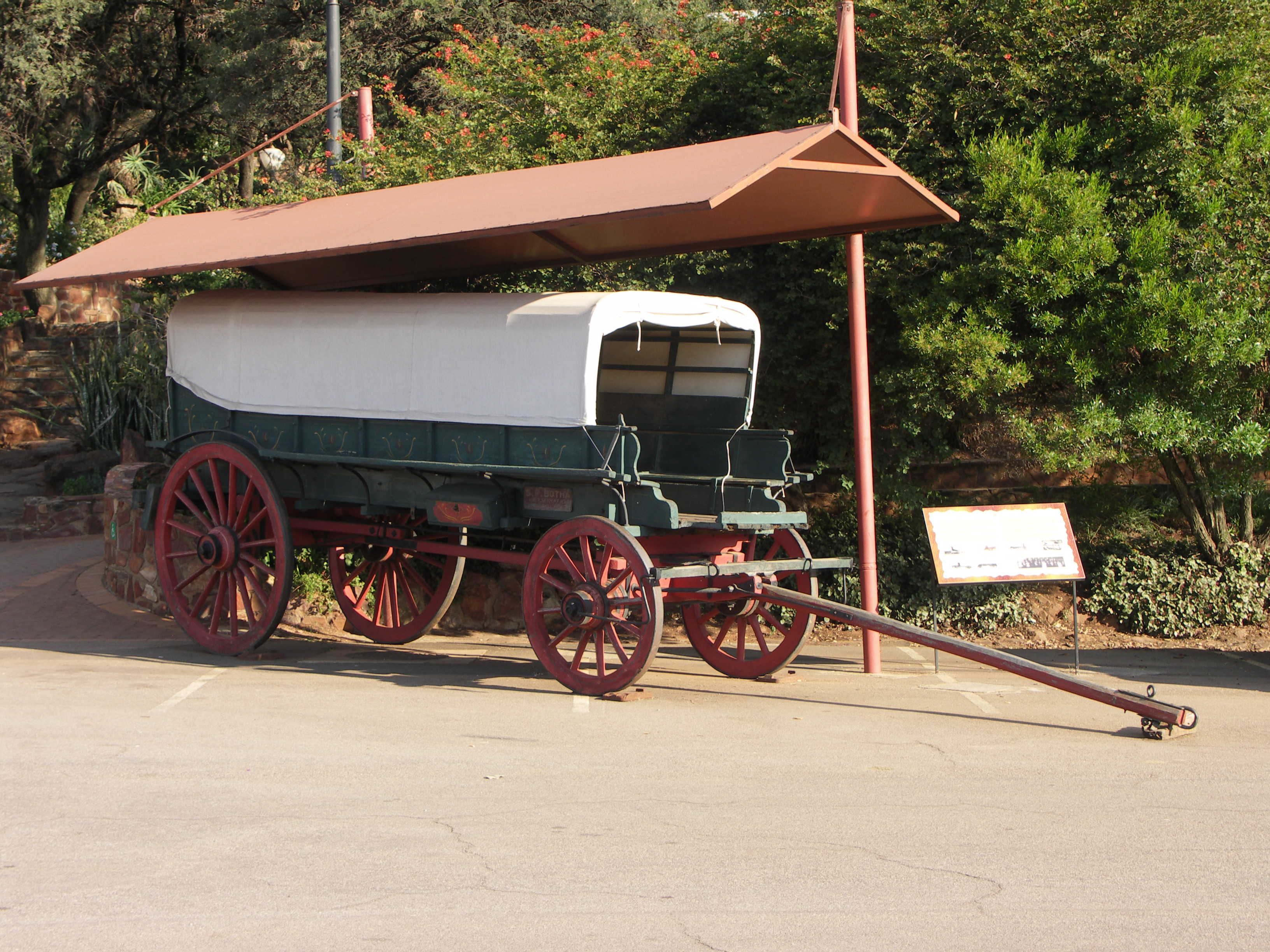
Ossewa-model in het Voortrekkermonument, Pretoria

## Liedje
De ossewa werd ook gepopulariseerd door het bekende volkswijsje:
Ry maar aan, ossewa, ry maar aan,

Ry maar aan, ossewa, ry maar aan;

Ry die owelandse pad,

Wag mij dierbare skat;

Ry maar aan, ossewa, ry maar aan!

Ry maar aan, ossewa, ry maar aan!